# Вервен (округ)
Вервен (фр. Vervins) — округ (фр. Arrondissement) во Франции, один из округов в регионе О-де-Франс. Департамент округа — Эна. Супрефектура — Вервен.
Население округа на 2018 год составляло 716 236 человек. Плотность населения составляет 43 чел./км². Площадь округа составляет 1671 км².

## Состав
Кантоны округа Вервен (с 1 января 2017 года):
- Вервен
- Гюиз
- Ирсон
- Марль (частично)

Кантоны округа Вервен (с 22 марта 2015 года по 31 декабря 2016 года):
- Вервен (частично)
- Гюиз
- Ирсон
- Марль (частично)

Кантоны округа Вервен (до 22 марта 2015 года):
- Васиньи
- Вервен
- Гюиз
- Ирсон
- Ла-Капель
- Ле-Нувьон-ан-Тьераш
- Обантон
- Сен-Ришомон